# Josef Illík
Josef Illík (10. září 1919 Praha – 21. ledna 2006 Praha) byl český fotograf a kameraman.
Jeho divácky nejúspěšnějším dílem je takřka tradiční vánoční film Tři oříšky pro Popelku. Během svého života spolupracoval s řadou režisérů a podílel se na mnoha dalších známých filmech, např. Kočár do Vídně, Princ a Večernice, Kladivo na čarodějnice, Tenkrát o Vánocích, Král Šumavy, Už zase skáču přes kaluže a dalších.

## Fotografie
V roce 1959 vyšla jeho jediná fotopublikace Praha zasněná v nákladu 10 000 (!) výtisků. Úvod knihy napsal Jiří Marek a katalog a resumé Josef Trojan. V knize najdeme stovku sugestivních černobílých fotografií pražských zákoutí, náměstí, řeky Vltavy i momentek z pražského života. Pražské fotografie jsou doplněny snad dvacítkou malých snímků holčičky – Illíkovy dcery Jarmily Illíkové – Kutové. Ta se později stala jeho pokračovatelkou a pracovala například jako fotografka Národního muzea. Zatím posledním fotografem rodu je Lukáš Kuta, umělecký fotograf a houslový virtuos.

## Filmografie
- 1951 Karhanova parta (asist. r.)
- 1952 Vítězný pochod (asist. r.)
- 1953 Divadlo čs. armády, Jsme připraveni
- 1954 Písně hrdinů, Armádne divadlo Martin
- 1955 Letecký den, Mistr Jan Hus, Opičí císař, Pozdrav veliké země
- 1956 Střelecké závody v Pekingu, Zimní příprava nejlepších
- 1957 Modrá a zlatá, Puškou aj valaškou, Sedm životů, Stalo se jedné noci, V prvním sledu
- 1958 Nic se nestalo, Tenkrát o Vánocích
- 1959 Dům na Ořechovce, Král Šumavy
- 1960 Práče, Osení
- 1961 Kde řeky mají slunce, Trápení
- 1962 Pevnost na Rýně
- 1963 Deváté jméno, Spanilá jízda
- 1964 Lov na mamuta, Místo v houfu (povídka Optimista), Smrt obchodního cestujícího, Das Haus in der Karpfengasse (Dům v Kaprové ulici)
- 1965 7 zabitých, Svatba s podmínkou
- 1966 Kočár do Vídně
- 1967 Noc nevěsty
- 1968 Jarní vody, Ta třetí
- 1969 Kladivo na čarodějnice
- 1970 Už zase skáču přes kaluže
- 1971 Tajemství velikého vypravěče
- 1972 Slečna Golem, Vlak do stanice Nebe
- 1973 Tři oříšky pro Popelku, Vedla je láska, Větrné moře
- 1974 Osud jménem Kamila, Zbraně pro Prahu
- 1975 Dva muži hlásí příchod
- 1976 Bouřlivé víno, Náš dědek Josef
- 1977 O morávské zemi, Ve znamení Tyrkysové hory
- 1978 Princ a Večernice, Radost až do rána
- 1979 Pátek není svátek
- 1980 Něco je ve vzduchu, Temné slunce (spol. s Miroslavem Ondříčkem)